# مريديث كيسلر
مريديث كيسلر (بالإنجليزية: Meredith Kessler)‏ هي تريثلت أمريكية، ولدت في 28 يونيو 1978 في كولومبوس في الولايات المتحدة.

## وصلات خارجية
- الموقع الرسمي
- مريديث كيسلر على موقع اتحاد الترياتلون الدولي (الإنجليزية)
- مريديث كيسلر على موقع IAT Triathlon Database (الإنجليزية)